# إبراهيم سلامة
إبراهيم عبد الحميد إبراهيم سلامة (1910 - 1989)، عالم دين وأستاذ فقه وأصوله والفقه المقارن بجامعة الأزهر. شغل منصب مدير المركز الثقافي الإسلامي في لندن في الفتره (1957:1951) وصاحب العديد من المؤلفات والكتب في مجال الشريعة الإسلامية.

## حياته
ولد بقرية ميت ضافر مركز دكرنس بمحافظة الدقهلية سنة 1910م في أسره متدينه تهتم بالعلم الشرعي. أتم حفظ القران الكريم صغيرا في سن الثامنة ثم التحق بمعهد دمياط الأزهرى 1919 وحصل منه على الشهادة الأوليه بمرحلتيها الابتدائية والإعدادية سنة 1928م. انتقل إلى معهد الزقازيق الأزهري وحصل على الشهادة الثانوية 1932 ثم التحق بكلية الشريعة بالقاهرة وحصل على ليسانس الشريعة 1936م.
عين مدرسا بالكلية حتى حصل على درجة العالمية (الدكتوراه) من درجة أستاذ في الفقه والاصول سنة 1945 وكان موضوع الرسالة «العلاقات الدولية في الإسلام» وكانت لجنة المناقشة خماسية 3 من كلية الشريعة على رأسهم الشيخ عيسى منون عميد الكلية والشيخ عبد العزيز المراغى والشيخ حامد جاد و2 من كلية الحقوق هم محمود سامي جنينه وحامد زكي. استمر في التدريس بالكلية حتى سافر في بعثه الأزهر سنة 1951 بصحبة الدكتور محمد عبد الرحمن بيصار (وزير الأوقاف فيما بعد) إلى جامعة كامبريدج بانجلترا وحصل منها على الدكتوراه الثانية وكانت بعنوان "the position of the wife in islamic law" «موقف الزوجة في الفقه الإسلامي» وعين على اثرها مديرا للمركز الثقافي الإسلامي في لندن خلفا لفصيلة الاستاذ الدكتور علي حسن عبد القادر (وزير الأوقاف فيما بعد). التقى بالمركز المستشرق المجري عبد الكريم جرمانوس وساهموا في إصدار مجلة المركز باللغة الإنجليزية وكان هو رئيس تحريرها.
عاد للقاهره 1956 باحثا في المؤتمر الإسلامي كان وقتها أنور السادات سكرتيرا عاما للمؤتمر والصاغ أمين شاكر (وزير السياحة فيما بعد) سكرتير مساعد ومصطفى أمين وعلي أمين مسئولي الصحافة وعطيه مشرفه عن مكتبة المؤتمر. أنجز للمؤتمر أكثر من خمسين بحثا أبرزها" "نريد جرينتش إسلامية"، "الجاسوسية في الإسلام"، "دستور اليهود" وغيرها الكثير. اختير سنة 1963 مديرا للمركز الثقافي الإسلامي بواشنطن وفتحت التأشيرة الأمريكية على جواز سفره بعد اتخاذ كافة الاجراءات لأسباب مجهوله قد تكون لممانعته "قانون تطوير الأزهر". اعتزل بعد ذلك المناصب وتفرغ للتدريس بالكلية حتى سافر إلى الكويت 1968 باحثا في الموسوعة الفقهيه الكويتية أنجز لها العديد من الأبحاث المتخصصة في فقه المعاملات أبرزها الحوالة والشركة والمضاربة والقسمة والوكالة والإكراه. عاد أستاذا بالدراسات العليا بكلية الشريعة والقانون قسم السياسة الشرعية حتى أحيل للتقاعد سنة 1975 وعمل خمس سنوات كأستاذ غير متفرغ حتى 1980م. أنهى حياته العملية في الكويت 1981 خبيرا في الموسوعة الفقهيه بوزارة الأوقاف الكويتية.
استقر في قريته ميت ضافر دقهليه حتى وافته المنية بعد مغرب يوم الجمعة الأول من رمضان سنة 1989م عن عمر يناهز 79 بعد أن خلف إرثا علميا كبيرا.

## من مؤلفاته
- العلاقات الدولية في الإسلام(رسالته للدكتوراه من جامعة الارهر1944)
- The position of the wife in islamic law (رسالته للدكتوراه من جامعة كمبردج بانجلترا1951)
- Dissolution of marriage in islamic law
- موجز القانون الدولي في الإسلام مقارنا بالقانون الدولي الحديث
- اصول الفقه لغير الحنفية
- أصول الفقه لغير الحنفيه بالاشتراك مع الأساتذة عبدالغني عبدالخالق وحسن وهدان والحسيني الشيخ الاساتذه بكلية الشريعة والقانون بالقاهرة
- نظام القضاء في الإسلام
- التشريع الجنائي في ضوء الكتاب والسنة
- المقدمات المالية
- موجز العلاقات الدولية في الإسلام
- نظام الأسرة والتكافل الاجتماعي
- الأقليات في المجتمع الإسلامي
- الحواله (من اعمال الموسوعة الفقهيه الكويتية)
- الشركه (من أعمال الموسوعة الفقهيه الكويتية)
- المضاربه (من أعمال الموسوعة الفقهيه الكويتية)
- الوكاله (من اعمال الموسوعة الفقهيه الكويتية)
- القسمه (من أعمال الموسوعة الفقهيه الكويتية)
- الاكراه (من أعمال الموسوعة الفقهيه الكويتية)
- نظم لكتاب لب الأصول لشيخ الإسلام زكريا الأنصاري
- كتاب لتعليم اللغة الإنجليزية بطريقة الشعر.
- موسوعة الأعمال الكاملة للأستاذ الدكتور إبراهيم عبد الحميد

## من أستاذته
1. الشيخ عيسى منون
2. والدكتور محمود سامى جنينه
3. وعبد العزيز المراغي.

## من زملائه
1. الدكتور عبد الغني عبد الخالق
2. وحسن وهدان
3. ومحمد البهي
4. وعبد الرحمن بيصار.

## من تلاميذه
1. الدكتور محمد رأفت عثمان
2. الدكتور مصطفى محمود البنجوينى العراقي